# 横浜暗黒街 マシンガンの竜
『横浜暗黒街 マシンガンの竜』（よこはまあんこくがい ましんがんのりゅう）は、1976年（昭和51年）2月28日に東映系で公開された日本映画である。94分。

## 概要
矢吹マサ（三益愛子）と矢吹竜太（菅原文太）による母子ギャングアクション。三益と菅原は強奪、殺人もものともしない兇悪なギャング団の母子で、三益扮する母親はしっかりもので男勝り。ところが菅原扮する息子は母親にまるで頭が上がらないグータラ。近親相姦的描写もある異色の設定。

## スタッフ
- 企画：俊藤浩滋、太田浩児
- 脚本：松田寛夫
- 撮影：飯村雅彦
- 照明：川崎保之丞
- 録音：井上賢三
- 美術：中村修一郎
- 編集：戸田健夫
- 助監督：福湯通夫
- 記録：山内康代
- 擬斗：日尾孝司
- 刺青：毛利清二
- スチール：加藤光男
- 進行主任：志村一治
- ファッションコーディネーター：北本正孟
- 演技事務：山田光男
- 現像：東映化学
- 音楽：青山八郎
- 挿入歌：「いとしのエンジェル」
  - 唄：チェリーボーイズ
- 協力コーディネーター：SOSモデルエージェンシー
- 監督：岡本明久

## 出演
- 矢吹竜太(横浜のギャング)：菅原文太
- 関光一(竜太の舎弟・暴走族)：岩城滉一
- 瀬川次郎(竜太の舎弟・レーサー)：千葉治郎
- 池部里子(竜太の昔の恋人)：江波杏子
- 白石めぐみ(竜太の愛人)：中島ゆたか
- 矢吹マサ(竜太の母)：三益愛子
- 古屋政治(睦連合幹部)：山本麟一
- 権藤(古屋の懐刀)：葉山良二
- 西部貴博(西部三兄弟長男)：今井健二
- メリケン武(めぐみのヒモ)：白石襄
- 杉見啓一郎(海老原の上司)：室田日出男
- 西部厚志(西部兄弟三男)：石橋蓮司
- 青木(古屋の子分)：中田博久
- 藤原清二(竜太の仲間)：日尾孝司
- 刑務看守：藤山浩二
- 刑務所所長：河合絃司
- 睦連合幹部：近藤宏
- 桑名(刑務所の刺客)：山本昌平
- 刑務看守：相馬剛三
- 西部政明(西部三兄弟次男)：土山登士幸
- 関の仲間：光本大介
- 武の仲間：佐藤晟也
- タクシー運転手：久地明
- 佐々木(刑務所の刺客)：原田力
- クラブのボーイ：伊達弘
- 石原(刑務所の刺客)：衣竜快次
- 睦連合組員：亀山達也
- 塚越登(竜太の舎弟)：青木卓司
- 密航漁船の漁師：高月忠
- 五十嵐(麻薬の取引相手)：西本良二郎
- チャーリー・ロブソン：トニー・セテラ
- 睦連合組員：滝波錦司
- 睦連合の仲間：三重街恒二
- 麻薬課第四課長：山田光一
- 囚人：水原仗二
- サム・ネルソン：ジョージ・フィリップス
- 関の仲間：貝之瀬一夫、幸英二
- 警官：五野上力
- 五十嵐の仲間：栗原敏
- 関の仲間：大蔵晶
- 五十嵐の仲間：鈴木弘道
- 睦連合組員：清水照夫、大泉公孝
- 春日巡査：畑中猛重
- 囚人：城春樹
- 刑務所の看守：山浦栄
- 五十嵐の仲間：山岡淳二
- サブ(関の仲間)：青山敦夫
- 囚人：松沢勇、比良元高
- 刑務看守：横山繁
- 睦連合組員：高島志敏
- 関の仲間：宮地謙吾、津森正夫
- クラブのボーイ：木村修
- クラブのホステス：章文栄、小川レナ
- 海老名透(潜入取締官]：田中邦衛
- 大門正吾(睦連合会長)：中野英治
- 荒尾孝作(旭連合と繋がっている刑事)：小池朝雄
- 小松啓市(密航屋)：千葉真一

## 製作

### 企画
1975年夏に公開した『トラック野郎・御意見無用』の思いがけないヒットに伴い、観客の平均年齢の若返り(22・9歳)を見た東映社長・岡田茂は、1976年1月「『トラック野郎』の記録的ヒットは、従来の東映イコールやくざとポルノというイメージを破った。ここ十数年、東映の作品に見向きもしなかった家族づれや若い女性客が戻って来た。不況時には明るくカラッとした笑いあり涙ありの娯楽映画がヒットする」、「これまでの任侠、実録路線から、"健全喜劇路線"を敷く」と発表した。「その第一弾としてファッショナブルなギャング映画『横浜暗黒街 マシンガンの竜』を菅原文太主演で製作、新人の岡本明久を監督で起用する」と合わせて発表した。発表直前のタイトルは『横浜マフィア・バラキの舎弟』だった。
ギャング映画（Gangster film）/フィルム・ノワールは、アメリカで1920年代後半から作られ、戦後にヨーロッパ、フランスやイタリアなどでも作られた。日本の映画会社もそれを下敷きに古くからギャング映画を作ってきた。本作に出演する中野英治は、「昭和五、六年にアメリカ映画でギャングものがはやったころ、日本でその種のものをしたのはぼくが最初」と述べている。ただ、双葉十三郎は「中野英治や浅岡信夫の活劇には悪漢が登場したが、ギャングと呼べるようなものではなかった。日本でこのジャンルが確立し流行したのは戦後になってから」と述べている。戦後、日活や大映、東宝でもその手の映画は作られたが、東映でも1960年代前半に、当時東映東京撮影所（以下、東映東京）所長だった岡田茂が、東映東京の現代劇スターを総出演させ「東映ギャング路線」としてギャング映画を量産したことがある（東映ギャング路線）。菅原文太は当時、松竹所属だったのでこれには参加していない。菅原は本作で「久しぶりのギャング映画で楽しい。何をしてもソーカイ感がある。映画はやっぱりつまらんモラリズムで作っちゃいかん」などと述べているが、前に出たギャング映画は何なのかは不明。
岡田が東映京都撮影所（以下、東映京都）に撮影所長として帰還し、東映京都刷新の大ナタとして任侠路線を拡大させて時代劇からの転換を謀ったため、東映でギャング映画は作られなくなった。その後は時折、思い出したようにギャング映画を作った。

### 監督
東映の社員である岡本明久が監督に抜擢された。当時、日本のメジャー会社での新人監督の起用は極めて少なく、二作目、三作目を撮れる人はごく僅か。1972年から1976年の岡本までは12人の新人監督が東映からデビューしたが、東映社員の岡本の次の新人抜擢は、1981年『野菊の墓』の澤井信一郎までなかった。岡本は「スター主演の映画は荷が重いが、ファッションやロック音楽を使って華やいだ暗黒映画を作りたい」と述べた。岡本は真面目に超が付く人柄。撮り終わった後、「ところであのカットが...」とリテイクしたがるので有名だったという。

### 脚本
松田寛夫は、1949年のジェームズ・キャグニー主演・ラオール・ウォルシュ監督『白熱』を始めとする代表的なギャング映画を参考に脚本を書いた。『白熱』に『ビッグ・バッド・ママ』と『明日よさらば』をヒントにしている。

### 衣裳
派手なアクションシーンもさることながら菅原文太が着る数々の豪華な衣裳が見もの。衣裳担当に北本正孟を招き、外国製のスーツ二、三十点の中から十一点を選んだ。その衣裳代は351万円。スーツ以外にもピアジェやランバン、ボルサリーノなどの高級品を揃えた。通常作品の出演者全員の衣装代と同額。真っ赤なスーツにマシンガンというスタイルもあり、バタ臭い雰囲気を出すためリアリズムは二の次。「仁義なき戦いシリーズ」で見せるヤクザファッションや「トラック野郎」でのダボシャツに腹巻き、草履履きとは違い、男性ファッションモデルの草分けとも評される菅原文太の別の一面を披露する。

### キャスティング
菅原は『トラック野郎・御意見無用』の大当たりと復活した第18回ブルーリボン賞主演男優賞を受け、東映のトップスターに収まった1976年の第一作。。
菅原を追い詰める組織の筆頭幹部が中野英治。中野は昭和初期の日活の大スターで、ギャングスターとしても活躍し、石津謙介がお洒落の手本にしたという日本にダンディな男性ファッションを持ち込んだ一人といわれる。本格的な映画出演は40年ぶりで、本作は菅原文太・中野英治の"新旧ギャング・スターの顔合わせ"としても話題を呼んだ。中野は当時71歳。菅原のダンディぶりに引けをとらないモダンな感覚は年を感じさせない。「無類の好奇心持ちよ」と笑い「俳優なんていやだった。昔からバカな脚本でバカな監督に命令されるのは耐えられないんでね。すぐにも辞めようと思ったが、出演料の前借りをしてたので昭和12年まで拘束されてたのさ。フリーになった時、空は青かったね」と話した。戦後、友人だった溝口健二に俳優捜しを頼まれたことを切っ掛けにマネージャー業になったが、映画斜陽と共に大映の嘱託も断り金融会社に就職、株式運営法を勉強して生きてきた。1975年の暮れ、俊藤浩滋プロデューサーから「あんたまだやれるよ」と口説かれたが「声もいかれたしやる気ないよ」と断った。しかし俊藤が金融会社社長と話を決め「当たり屋に付けがオレのモットー。売れっ子の文太の相手だし、恥をかかないで済むならまあやろうかと。ギャング役はね、二枚目だけじゃダメだ。ドスが効いてなくちゃ。その点彼は最適」と出演を決めた。菅原は「ぼくが4歳の時引退した大先輩と共演できるなんて光栄」と話し「昔のようなモダンでファッショナブルなギャング映画を再びやるべきだと三年前から言っとったのがようやく実現した」と話した。
菅原の母を演じるのは戦後、母もの映画で紅涙を絞った三益愛子で当時65歳。強奪・殺人をものともしないギャング団のボスという設定にかつての三益ファンも腰を抜かすが、プラスヌードも披露。脚本を読んだ三益は目を剥いて尻込みしたが、菅原と岡本監督に熱心に口説かれ「裸のシーン無しでなら」という条件で出演をOKした。しかしクランクインして「奇妙な母子の情愛を表現するには絶対に必要な場面」と悟り「エ―イ私もプロ、おまけに裸が恥ずかしい歳でもなし、やりましょう」と超ベテランの女優根性を見せ、菅原との混浴場面でヌードになった。三益は「私は若い頃から体つきはいい方で、出るところ出て、引っ込むところは引っ込んでましたよ。自分でいうのもなんですが、四人の子供を産んだ体にしてはキチンとしていると思うわね」と話した。
また、中島ゆたかが初めての濡れ場を演じる。この後クールな悪女役で鳴らす中島であるが、「撮影後はショックで泣いた」と話している。“映画、ドラマは女優で観る！”と公言する秋本鉄次は、わが"女優ヌード史"の中で、お宝もののご贔屓女優の初ヌードを2つ選べば、『砂の香り』の浜美枝と『横浜暗黒街 マシンガンの竜』の中島ゆたか。絶対脱がないと言われていた東映の清純派が、文太兄ィ相手に女性上位で88cmのバスト悶絶場面を感無量の思いで見た時のことを昨日のように思い出す」と話している。

### 撮影
1976年2月15日、東京銀座で早朝6時半からまで夜7時半まで予告編の撮影。エキストラを新聞広告で募集し、定員30名を当日の朝から到着順に採用したが、定員に達してあぶれた人もそのまま残り大勢の人だかりの中、撮影を行った。エキストラのギャラは2000円で他に"一番星"のサイン入りポスター、朝食付き。銀座中央通りで千葉治郎らとモーガン・プラス8やカマロに乗り、数寄屋橋交差点でモデルガンの弾30万円分をぶっ放すなど本編さながらの撮影が行われた。

## 同時上映
『暴走パニック 大激突』
- 監督 - 深作欣二 / 主演 - 渡瀬恒彦